# Estación de Celorico da Beira
La Estación Ferroviaria de Celorico da Beira, también conocida como Estación de Celorico da Beira, es una plataforma ferroviaria de la línea de Beira Alta, que sirve al ayuntamiento de Celorico da Beira, en el distrito de Guarda, en Portugal.

## Características

### Localización y accesos
Se encuentra en la Avenida de la Estación de Ferrocarriles, en la localidad de Celorico da Beira.

### Descripción física
Tenía, en enero de 2011, dos vías de circulación, con 471 y 435 metros de longitud; las dos plataformas presentaban 309 y 242 metros de extensión, teniendo ambas 40 centímetros de altura.

## Historia
Esta plataforma se encuentra en el tramo entre las estaciones de Pampilhosa y Vilar Formoso de la Línea de Beira Alta, que fue abierto a la explotación, de forma provisional, el 1 de julio de 1882; la línea fue totalmente inaugurada, entre Figueira da Foz y la frontera con España, el 3 de agosto del mismo año, por la Compañía de los Caminhos de Ferro Portugueses de Beira Alta.